# Trésor de Villena
Pour les articles homonymes, voir Villena (homonymie).

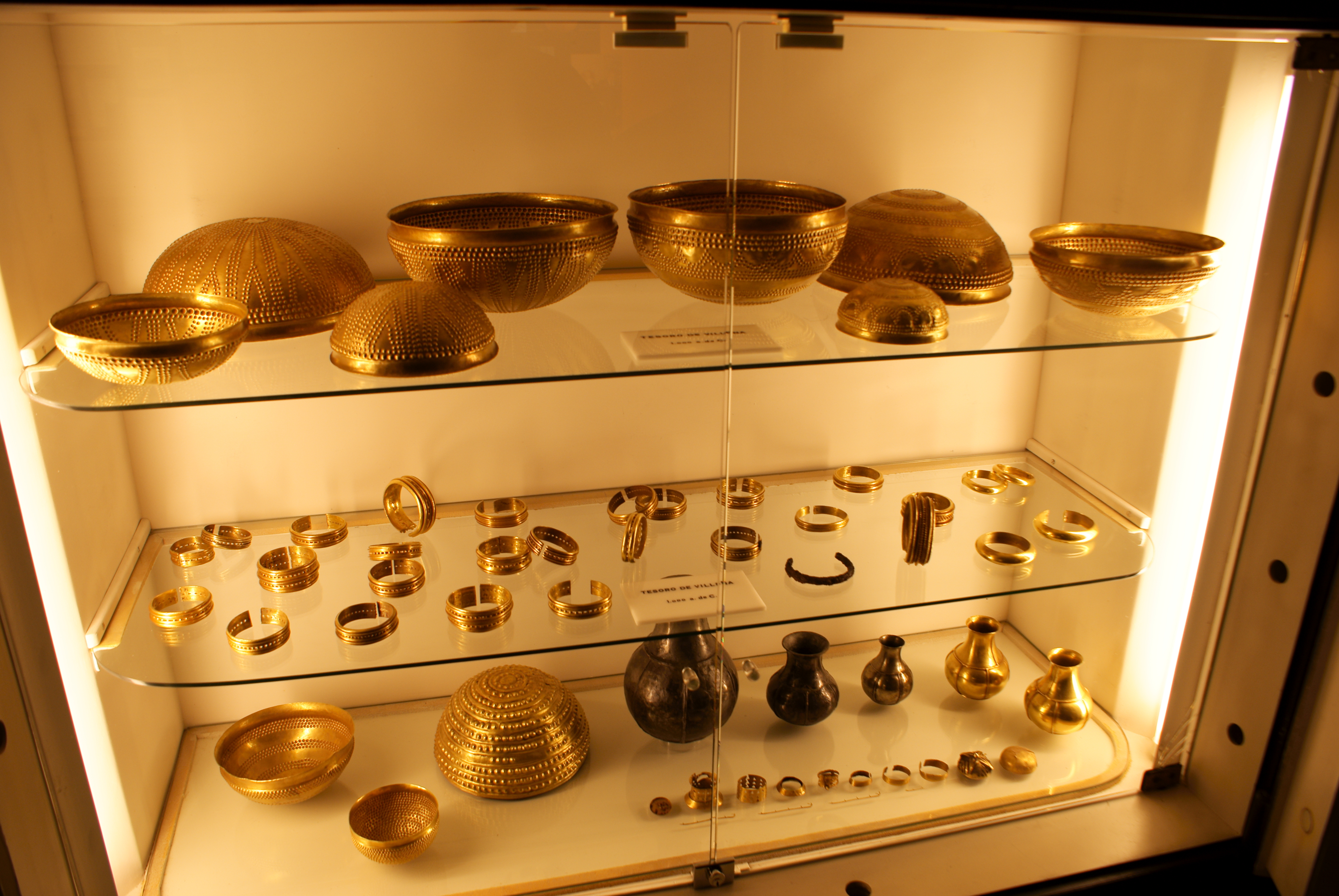
Éléments du trésor de Villena et du petit trésor du Cabezo Redondo

Le trésor de Villena (en espagnol, tesoro de Villena) est un ensemble d'objets précieux datant de l'Âge du bronze final, trouvés près de Villena, dans la province d'Alicante, dans la communauté valencienne, en Espagne.

## Historique
Le trésor de Villena fut trouvé en décembre 1963 par l'archéologue José María Soler García, à environ 5 km de Villena.

## Description
Le trésor se compose de 59 objets en or, argent, fer ou ambre, pour un poids total de près de 10 kg. Neuf d'entre eux sont composés d'or à 23,5 carats. On y trouve quelques objets en fer, un métal encore rare à l'époque du Bronze final, et qui était donc considéré comme précieux.
| Objet                 | Quantité | Poids (g) |
| Bracelets en or       | 28       | 5.170,35  |
| Bracelets en fer      | 1        | 31,85     |
| Bols en or            | 11       | 3.508,14  |
| Flacons en or         | 2        | 380,97    |
| Flacons en argent     | 3        | 556,83    |
| Broche en fer et or   | 1        | 50,49     |
| Bouton en or et ambre | 1        | 5,84      |
| Divers                | 12       | 49,81     |
| Total                 | 59       | 9.754,31  |

## Analyse
Il s'agit de la plus importante trouvaille aurifère de l'ère préhistorique réalisée dans la péninsule Ibérique, et la seconde plus importante en Europe, après les tombeaux royaux de Mycènes (Grèce).

## Conservation
Le trésor est exposé au musée archéologique de Villena, dont il constitue la principale attraction.